# Isopropylalkohol
Isopropylalkohol (systematický název propan-2-ol; též znám jako 2-propanol, isopropanol, izopropylalkohol, izopropanol, iso, isopro, IPA) je organická sloučenina se sumárním vzorcem C3H8O. Je to nejjednodušší příklad sekundárního alkoholu, kde je alkoholový uhlík vázán se dvěma dalšími uhlíky. Společně s 1-propanolem je izomerem propanolu. Jedná se o bezbarvou, hořlavou kapalinu charakteristického zápachu. Používá se jako čistidlo a odmašťovač.

## Výroba
Isopropylalkohol se vyrábí z vody a propenu. Existují dva procesy, které lze použít: nepřímá hydratace pomocí kyseliny sírové a přímá hydratace. První z procesů, při kterém lze používat méně kvalitní propylen, dominuje ve Spojených státech, kdežto druhý z procesů (vyžadující velmi čistý propylen) je běžně používán v Evropě. V obou procesech jako produkt převažuje propan-2-ol nad propan-1-olem, protože přídavek vody nebo kyseliny sírové vede k procesu podle Markovnikovova pravidla.
V nepřímém procesu reaguje propylen s kyselinou sírovou za vzniku směsi síranových esterů. Následná hydrolýza těchto esterů produkuje isopropylalkohol. V přímé hydrataci reaguje propylen a voda, ať už v plynné nebo kapalné fázi, za vysokých tlaků a za přítomnosti pevných nebo kyselých katalyzátorů. Oba procesy vyžadují, aby byl isopropylalkohol izolován z vody a vedlejších produktů destilací. Isopropylalkohol a voda tvoří azeotropickou směs a jednoduchá destilace dává směs s 87,9 % (hmotnostně) isopropylalkoholu a 12,1 % vody. Čistý (bezvodý) isopropylalkohol je produkován azeotropní destilací „mokrého“ isopropylalkoholu buď s diisopropyletherem, nebo cyklohexanem jako azeotropními činidly.

## Použití
Isopropylalkohol je snadno dostupný. Podobně jako aceton rozpouští širokou škálu nepolárních sloučenin. Je relativně netoxický a rychle se odpařuje. Proto se široce používá jako rozpouštědlo a jako čisticí prostředek (pro rozpouštění lipofilních kontaminantů, například oleje). Příkladem je použití k čištění elektronických zařízení – elektrických kontaktů (například u paměťových karet), magnetických hlav u páskových a disketových mechanik, čoček laserů u optických mechanik (CD, DVD), k odstraňovaní teplovodivé pasty z CPU apod. Používá se i k čištění LCD a skleněných obrazovek (s určitým rizikem pro antireflexní vrstvu na povrchu obrazovky), hudební obchody s ním často leští bazarové nebo poškrábané gramofonové desky. Čistí se s ním bílé tabule a odstraňují nechtěné inkoustové značky (s rizikem poškození povrchu). Používá se i k čištění zbraní. Též dobře odstraňuje šmouhy, špínu a otisky prstů z mobilních telefonů a PDA. Je účinný při odstraňování zbytků lepidel po nálepkách. Lze ho použít i pro odstraňování skvrn z většiny látek, dřeva, bavlny apod.
Jako konzervant (pro biologické preparáty) isopropylalkohol poskytuje levnou (v porovnání s čistým ethanolem) a srovnatelně netoxickou alternativu k formaldehydu a jiným syntetickým konzervantům. Optimální koncentrace je 90 až 99 %, v nouzi lze použít i koncentraci 75 %.
Dezinfekční polštářky typicky obsahují 60–70% roztok isopropylalkoholu ve vodě. Běžně se používá i jako průmyslový čistič a rozpouštědlo.
Isopropylalkohol je hlavní složkou aditiv pro odvodňování benzinu. Voda ve významnějších množstvích představuje v palivových nádržích problém, protože se odděluje a může v palivové soustavě zamrznout. Neodstraní vodu z benzinu, způsobí však, že se rozpustí. Rozpuštěná voda už nepředstavuje takové nebezpečí jako voda nerozpuštěná, protože už nemůže zamrznout v palivovém potrubí. Isopropylalkohol se také často prodává jako sprej na odmrazování čelního skla dopravních prostředků.
Isopropylalkohol se používá jako odstraňovač vody pro léčbu zánětu zvukovodu, známého též jako plavecké ucho.
V ofsetovém tisku se používá jako přísada pro snížení povrchového napětí vlhčicího roztoku (u moderních vlhčicích systémů do 5 %). Díky tomu se na vlhčicích válcích vytváří film větší tloušťky což pomáhá zajistit dostatečné navlhčení tiskové formy.

## Chemie
Na rozdíl od ethanolu a methanolu lze isopropylalkohol oddělit z vodných roztoků přidáním soli, například chloridu sodného, síranu sodného nebo jakékoli z mnoha dalších anorganických solí. Proces se běžně nazývá vysolování a způsobuje, že se koncentrovaný isopropylalkohol oddělí do samostatné vrstvy.
Jakožto sekundární alkohol lze isopropylalkohol oxidovat na keton, aceton. To lze provést oxidačním činidlem, například kyselinou chromovou, anebo dehydrogenací isopropylalkoholu při katalýze horkou mědí:
(CH3)2CH-OH → (CH3)2CO + H2
Isopropylalkohol lze převést na 2-brompropan pomocí bromidu fosforitého nebo dehydratovat na propen zahříváním s kyselinou sírovou.
Isopropylalkohol se často používá jako zdroj hydridu v Meerwein-Ponndorf-Verleyově redukci.
Podobně jako většina alkoholů reaguje isopropylalkohol s aktivními kovy, například draslíkem, za tvorby alkoxidů, které se nazývají isopropoxidy. Reakce s hliníkem (iniciovaná stopami rtuti) se používá k přípravě katalyzátoru isopropoxidu hlinitého.
Isopropylalkohol má maximální absorbanci na vlnové délce 204 nm v ultrafialovém spektru.
Měrná tepelná kapacita je při 20 °C 2,6 kJ/(kg.K), skupenské teplo tání 89 kJ/kg, skupenské teplo varu 664 kJ/kg.

## Bezpečnost
Páry isopropylalkoholu jsou těžší než vzduch a jsou snadno zápalné v širokém rozsahu koncentrací. Isopropylalkohol je nutno uchovávat mimo zdroje žáru a otevřený oheň. Směs se vzduchem nebo s jinou oxidující látkou je výbušná. O isopropylalkoholu se také uvádí, že může tvořit výbušné peroxidy. V ČR za poslední desetiletí takto došlo k amputacím minimálně u dvou laboratorních pracovníků, proto nelze manipulovat (seškrabávat) případné krystaly v nádobách s isopropylalkoholem.

## Toxikologie
Isopropylalkohol se při požití vstřebá z 80 % během 30 minut, úplně pak do 2 hodin; při požití velkého množství to ale může trvat i déle. Taktéž rozptýlení do všech tkání trvá až 2 hodiny. Isopropylalkohol se velmi snadno vstřebává do krve při vdechování jeho par, prochází do těla také kůží (i neporušenou).
V organismu se isopropylalkohol oxiduje alkoholdehydrogenázou v játrech na aceton. Jeho osud je v zásadě podřízen kinetice prvního řádu (eliminace s konstantním poločasem), eliminační poločas je 2,5 až 3,2 hodiny. Podstatně pomalejší je však eliminace vzniklého acetonu, u člověka je poločas 22,4 hodiny (pro srovnání: potkan cca 5 hodin). 20 až 50 % isopropylalkoholu se vylučuje v nezměněné podobě.
Isopropylalkohol silně dráždí oči a sliznice. Způsobuje útlum CNS, ve velkých dávkách tlumí také kardiovaskulární systém. Tlumivě na CNS působí i metabolit aceton, čímž se zesiluje a prodlužuje tlumivý účinek. Eliminace acetonu může vyvolat mírnou acidózu (vznik acetátu a formiátu). Posun NAD/NADH může tlumit glukoneogenezi a vést tak k hypoglykémii – ta je zvlášť těžká u dětí při špatné výživě, hubnutí nebo po zátěži. Mohou se objevit příznaky opilosti, periferní vazodilatace a hypotermie. V dechu může být ovocný pach jako důsledek tvorby acetonu, který nebyl dále zmetabolizován.
U potkanů byla zjištěna teratogenita (snížená váha plodu a častější malformace kostry). Karcinogenní ani mutagenní účinky nebyly prokázány. Isopropylalkohol zvyšuje jaterní a ledvinovou toxicitu halogenderivátů uhlovodíků.
Mezi příznaky intoxikace patří zčervenání, bolesti hlavy, dezorientace, závratě, útlum CNS, bolest břicha, křeče, nausea, zvracení, hypotenze, tachykardie, anestezie, ztráta šlachových reflexů a kóma, případně smrt.
I když dávka 15 g isopropylalkoholu může být bez léčby smrtelná, isopropylalkohol není zdaleka tak toxický jako methanol nebo ethylenglykol.
Neexistuje specifické antidotum. Při požití lze během prvních 30 minut odstranit malé dávky vyvoláním zvracení (ne v případě většího množství nebo při porušení vědomí), u větších se používá výplach žaludku. Požitý isopropylalkohol lze vázat pomocí aktivního uhlí (1 g absorbuje cca 0,5 g isopropylalkoholu). Další léčba je především podpůrná, zaměřená na péči o základní životní funkce a úpravu biochemické nerovnováhy (doplňování vody a elektrolytů, korekce acidózy). Podává se také dopamin. V těžkých případech lze odstranit látku z těla pomocí hemodialýzy.

## Bod tuhnutí vodných roztoků
| Koncentrace isopropanolu (obj. %) | 0 | 10 | 20 | 30  | 40  | 50  | 60  | 70  | 80  | 90  | 100 |
| Teplota (°C)                      | 0 | −4 | −7 | −15 | −18 | −21 | −23 | −29 | −37 | −57 | −90 |

[zdroj?]